# Bolitoglossa mucuyensis
Espèce
Bolitoglossa mucuyensis est une espèce d'urodèles de la famille des Plethodontidae.

## Répartition
Cette espèce est endémique de l'État de Mérida au Venezuela. Elle se rencontre à Santos Marquina vers 2 225 m d'altitude dans la cordillère de Mérida.

## Étymologie
Son nom d'espèce, composé de mucuy et du suffixe latin -ensis, « qui vit dans, qui habite », lui a été donné en référence au lieu de sa découverte, La Mucuy à Santos Marquina.

## Publication originale
- Garcia-Gutierrez, Escalona, Mora, Diaz de Pascual & Fermin, 2013 : A new species of salamander (Caudata: Plethodontidae, Bolitoglossa) from Sierra Nevada de Merida, Venezuela. Zootaxa, no 3620, p. 179-191.